# Nakapiripirit (district)
Nakapiripirit is een district in het noordoosten van Oeganda. Hoofdplaats is de gelijknamige plaats Nakapiripirit. Het district telt 113.300 inwoners op een oppervlakte van 2379 km² (2020).
Het district ontstond in juli 2001 toen het werd afgesplitst van Moroto. In 2010 werd het district Amudat afgesplitst van Nakapiripirit en later, in 2018, werd ook Nabilatuk afgesplitst.
Het district is onderverdeeld in 5 sub-counties, 20 gemeenten (parishes) en telt 120 dorpen.